# カーボンマイクロフォン

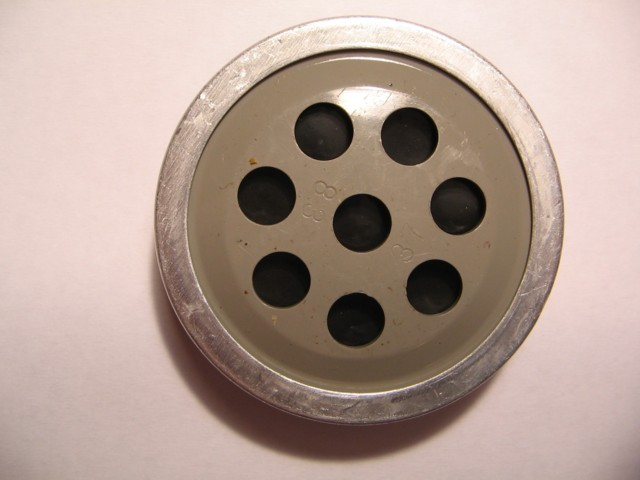
ウェスタン・エレクトリック社製の電話受話器に使われていたカーボンマイク。1976年頃。

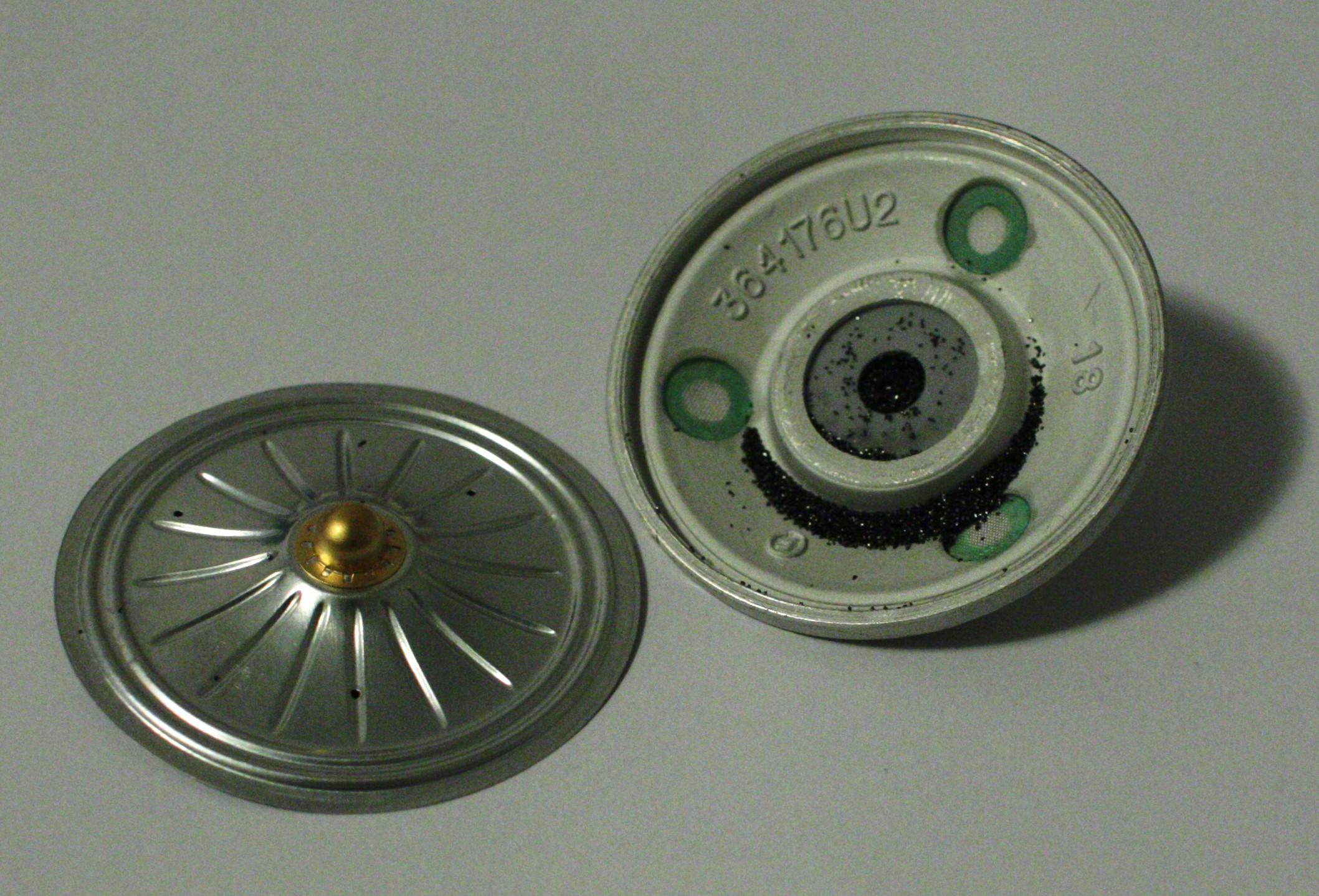
エリクソン社のカーボンマイクを分解したところ。カーボン粒子が見える。

カーボンマイクロフォン（英: carbon microphone, carbon button microphone, button microphone, carbon transmitter）とは、2枚の金属プレートでカーボン粒子の塊を挟んだ構造をしているマイクロフォン。音を電気的な音声信号に変換する電気音響変換器の一種。表記はカーボン／炭素／炭素型、マイクロフォン／マイクロホン／マイクのような揺れがある。
発話者に向ける側のプレートは非常に薄く、ダイアフラム（振動板）としてはたらく。音波を受けてダイアフラムが振動するとカーボン粒子にかかる圧力が変動し、それによりプレート間の電気抵抗が変化する。圧力が高くなって粒子が互いに強く押し付けられると抵抗は低下する。2枚のプレートの間には常にカーボン粉体を介して直流電流が流されており、抵抗変化によって電流が変調を受けて音波の圧力変化を再現する。電話機のカーボンマイクが出力する変調電流は電話線から直接中央局に送られる。PA設備で用いられる場合、電流信号はオーディオアンプによって増幅される。カーボンマイクには周波数特性が狭く、電気的なノイズも大きい欠点もある。 
1920年代に真空管アンプが台頭するまで、高レベルのオーディオ信号を取得する実用的な手段はカーボンマイクしかなかった。カーボンマイクの周波数特性や、持ち味であるコストの低さや出力の強さは電話機と相性が良く、1980年代まで広く使用されていた。現在でも従来型のアナログ電話サービス（POTS）ではカーボンマイクを用いた電話機を無改造で使用できる。電話以外の分野では新しい方式のマイクへの移行はもっと早かった。初期のAMラジオ放送でも電話の送話器を流用したカーボンマイクが広く用いられたが、周波数特性が狭くノイズレベルもかなり高いことから1920年代の後半には放棄された。その後も低価格のPA機器、もしくは軍事無線やアマチュア無線の用途では数十年にわたって一般に使われ続けた。

## 歴史
遠距離での音声通話を始めて可能にしたマイクは軽接触式のカーボンマイクであった（当時はトランスミッタ（送話器）と呼ばれた）。この種のマイクは1878年頃に英国のデイビッド・エドワード・ヒューズ、米国のエミール・ベルリナーとトーマス・エジソンによって独立に開発された。1877年半ばに最初の特許を取得したのはエジソンだったが、ヒューズはそれより数年前から多くの目撃者の前でカーボンマイクの完成品を実演しており、ほとんどの歴史家はヒューズを発明者とみなしている。 
ヒューズの装置では軽く詰めたカーボン粒体が使われていた。音波がダイアフラムを揺らすことで粒子に加わる圧力が変化すると、それに比例してカーボンの抵抗が変化し、音信号を比較的正確に電気信号として再現することができる。「マイクロフォン」という言葉を生み出したのもヒューズである。ヒューズは王立協会に自身の発明を披露し、音箱 (sound box) の中で昆虫が立てる引っ掻き音を増幅して見せた。エジソンとは対照的にヒューズは特許を取得せず、自身の発明を世界への贈り物にした。 
アメリカのエジソンとベルリナーは特許権をめぐって長い法的闘争を繰り広げた。最終的に連邦裁判所で「音声伝送においてはエジソンがベルリナーに先行していた。送話器にカーボンを用いるのは、論争の余地なく、エジソンの発明である」という判決が下り、エジソンが全面的に権利を獲得した。ベルリナーの特許は無効と裁定された。 
カーボンマイクは現代的なマイクロフォンの直系の祖先であり、電話、放送、レコード業界の発展に重要な役割を果たした。エジソンが1886年に開発した無煙炭粉末によるボタン型カーボンマイクは構造が単純で低コストかつ耐久性があり、1890年から1980年代まで電話機に広く使われていた。 

### アンプとしての利用

カーボンマイクロフォンの動作原理。電極を兼ねたダイアフラムが音波に押されると、カーボン粒子が互いに押し付けられて電気抵抗が減少する。

カーボンマイクは増幅器としても使用できる。この用途では初期の電話リピータに利用され、真空管増幅器の登場まで長距離通話を担っていた。これらのリピータでは、磁気を用いた受話器（電気‐機械変換器）がカーボンマイクと機械的に結合されていた。カーボンマイクは他のほとんどのマイクロフォンのように電圧信号を生成するのではなく、外から流す電流を変調して出力するため、より大きな信号が得られる。したがって、前述の構成を用いると弱い受信信号をブーストして送り出すことができた。より利得が高く音質も良い真空管が登場すると、このような増幅器はほとんど使われなくなった。しかし真空管が一般化した後の1930年代にも、補聴器のような携帯型オーディオ機器ではカーボン増幅器が使用され続けた。ウェスタン・エレクトリック製の65A型カーボン増幅器は直径約30 mm、高さ約10 mmで重さは40 g未満だった。このようなカーボン増幅器には、真空管増幅器のように大型の電池や電源を必要としない利点があった。1950年代になると補聴器用のカーボン増幅器もミニチュア真空管に置き換えられた（その直後、さらにトランジスタが取って代わった）。ただしカーボン増幅器は2019年現在も製造販売されている。 
カーボンマイクの増幅作用はフィードバックによる発振で実証することができる。古い型の「燭台電話」でイヤホンをカーボンマイクに近づけると軋り音が聞こえるのは、そのような発振によるものである。 

### 初期の無線での利用
初期のAMラジオ送信機ではカーボンマイクが無線信号の音声変調を担っていた。レジナルド・フェッセンデンが1906年に行った最初の長距離音声伝送では、アレキサンダーソン・オルタネータからの連続波が水冷式カーボンマイクを介して送信アンテナに直接送り込まれた。真空管オシレータを用いる後のシステムでは、カーボンマイクの出力を用いてオシレータや出力真空管のグリッドバイアスを変調することによって信号変調が行われた。 

## 現在の利用
第三世界における旧来型電話網のほか、先進国においてもニッチな用途に用いられ続けている。シュア104c型マイクロフォンはその一例で、既存の多くの機器と互換性があるため現在でも需要がある。 
ほかの種類のマイクロフォンと比べたカーボンマイクの主な利点は、余分な増幅器やバッテリーを要せずに、非常に低いDC電圧から高レベルのオーディオ信号を生成できることである。カーボンマイクは電源を使用しているためパワーゲインを生み出せる。それを実証するには、バッテリー、マイク、イヤホンを直列に接続すればよい。この配置でマイクロフォンとイヤホンを接触させると系は発振する。これが可能となるのはループのパワーゲインが1より大きい場合のみである。 
低電圧でも性能を発揮するカーボンマイクは、非常に長い電話線を介した遠隔地への通信で特に役に立つ。そのような場合、導線の電気抵抗が深刻なDC電圧降下を引き起こす可能性がある。電子化された電話機の多くは3 V以上の直流電圧がなければ動作しないためこのような状況では役に立たないことが多いが、カーボン送話器を用いた電話は電圧が1 Vを大きく切っても動作する。電子化された電話機は正常に動作していてもライン電圧があるレベルを下回ると突然機能しなくなる「クリフ効果」を受ける。特に共同電話では1台の電話機がライン電流を独占すると、他の電話は完全に遮断されてしまうことになる。しかしカーボン電話を用いると、共同電話線上の受話器はいずれも出力こそ低下するが動作は止まらない。 
鉱業や化学工業など安全性が重要な分野では、ライン電圧を高くすると火花が発生して爆発につながる危険があるため、カーボンマイクが広く使用されている。またカーボン式の電話システムは、落雷によって発生する過渡電圧や核爆発にともなう電磁パルスなどへも耐性があるため、重要な軍事施設の予備通信システムに使われ続けている。 

## 文献情報
- Josephson, Matthew, Edison: A Biography, Wiley, 1992, ISBN 0-471-54806-5